# Émile Souvestre

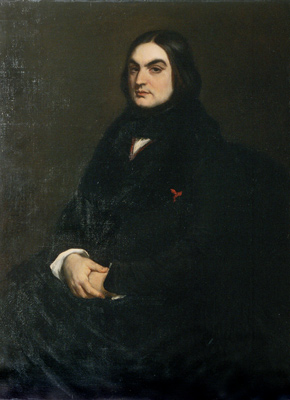
Émile Souvestre, Porträt von J.H. Belloc, um 1850, Musée de Morlaix

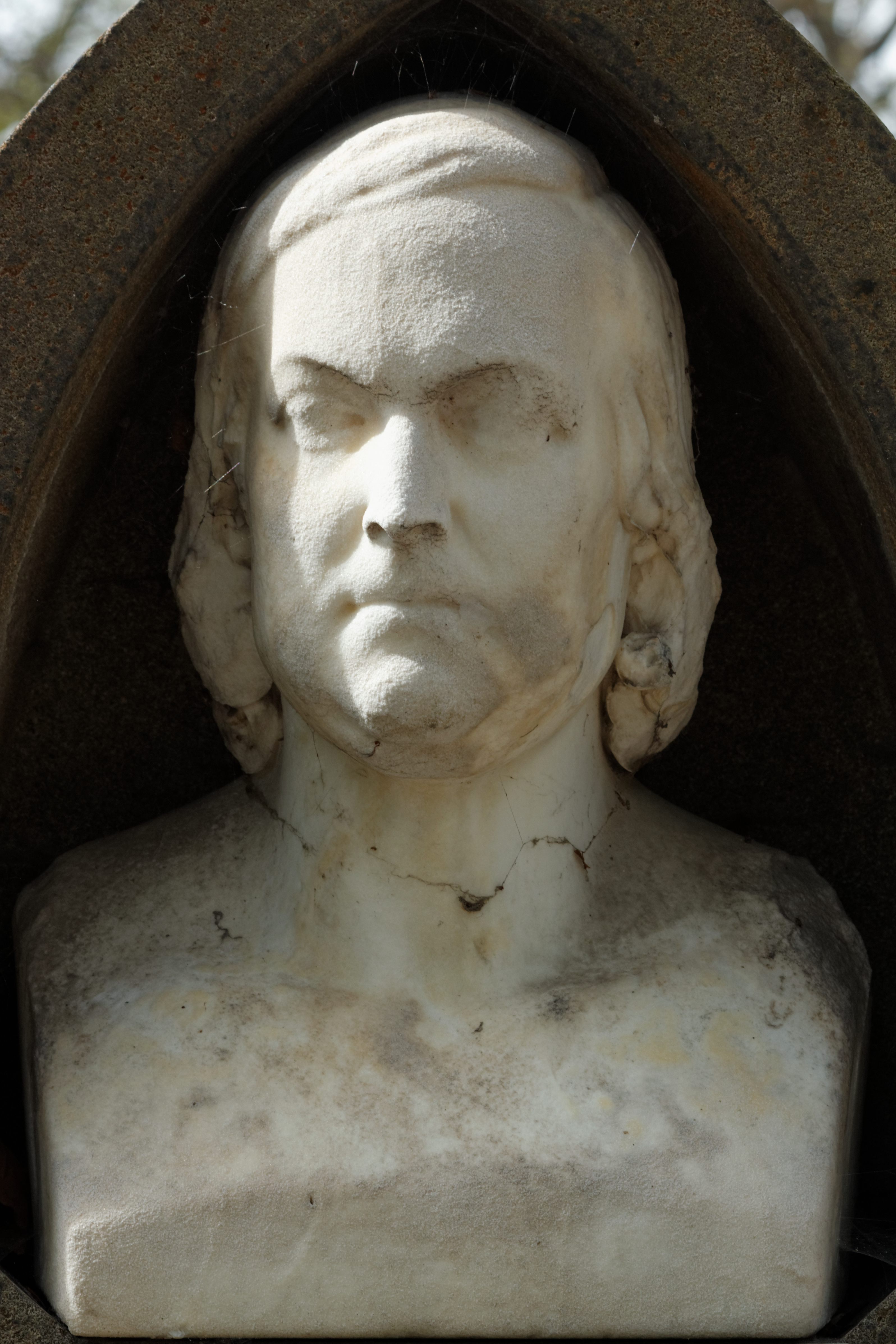
Büste Souvestres von Philippe Grass (v. 1860) auf dem cimetière du Père-Lachaise, Paris

Émile Souvestre (* 15. April 1806 in Morlaix (Finistère); † 5. Juli 1854 in Paris) war französischer Roman- und Bühnendichter.

## Leben

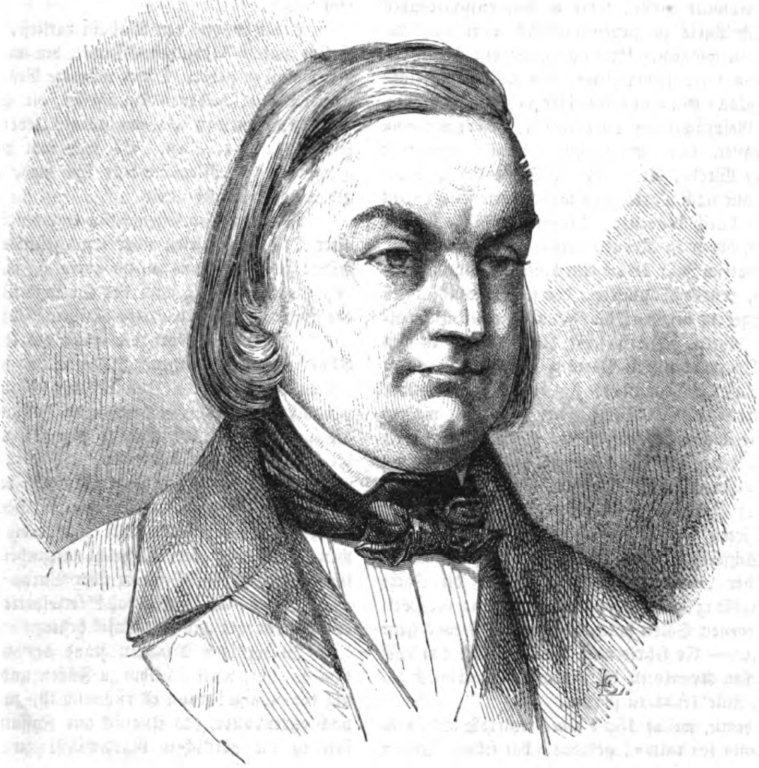
Émile Souvestre

Émile Souvestre begann in Rennes mit dem Jura-Studium, entdeckte jedoch bald sein Interesse für die Literatur. 1826 kam er deshalb zum ersten Mal nach Paris, wo sein erstes Theaterstück Le Siège de Missolonghi aufgeführt werden sollte. Da die Zensur Kürzungen verlangte, die Souvestre nicht akzeptierte, kam es letztendlich nicht zur Aufführung.
1828 starb sein Bruder, so dass er zur Unterstützung seiner Familie wieder in die Bretagne zurückkehren musste. Dort verdiente er seinen Lebensunterhalt mit dem Schreiben von Artikeln für verschiedene Zeitungen und als Rhetoriklehrer in Brest und später in Mulhouse.
1830 heiratete er Cécile-Marie Ballot Beaupré, die allerdings schon 1831 starb. 1832 ging er seine zweite Ehe mit Angéline-Anne Papot ein, mit der er drei Töchter hatte, darunter die spätere Feministin und Leiterin von Mädchen-Pensionaten Marie Souvestre. 1836 ließ er sich mit seiner Familie dauerhaft in Paris nieder, machte sich zuerst durch Schilderungen der Bretagne – Le Finistère en 1836, La Bretagne pittoresque (1841) – bekannt und lieferte dann eine große Anzahl Romane, auch Dramen und Vaudevilles, welche ein reiches Talent für Beobachtung bekunden. Zudem widmete sich Souvestre der Sammlung und Veröffentlichung von Märchen.
In seinen Romanen tritt die philosophierende oder moralisierende (d. h. die den Gegensatz zwischen arm und reich in sozialistischer Schärfe hervorhebende) Richtung stark hervor. Hervorzuheben sind: Riche et pauvre (1836); Les derniers Bretons (1837); Pierre et Jean (1842); Les Réprouvés et les Élus (1845); Le Monde tel qu’il sera (1846, die erste französische Anti-Utopie), Confessions d’un ouvrier (1851); die von der Akademie gekrönten: Un philosophe sous les toits; Au coin du feu und Sous latonnelle (1851); Le memorial de famille (1854).
Seine dramatischen Dichtungen, wie Henri Hamelin, L’oncle Baptiste, La Parisienne, Le Mousse etc., bilden den Gegensatz zu Scribes Stücken, indem sie nicht, wie diese, die reichen, sondern vorwiegend die besitzlosen Klassen als Hauptrepräsentanten der Moral darstellen. Außerdem sind seine geistvollen Causeries historiques et littéraires (1854, zwei Bände) zu erwähnen.
Eine Gesamtausgabe Souvestres auch teilweise ins Deutsche übersetzten Werke erschien in der „Collection Lévy“ (60 Bände).

## Adaptionen
Das 1849 uraufgeführte Schauspiel Le pasteur, ou L’évangile et le foyer von Émile Souvestre und Eugène Bourgeois diente als Basis für Giuseppe Verdis 1850 in Triest uraufgeführte Oper Stiffelio.

## Märchen
- Peronnik der Einfältige – Péronnik l’Idiot ; die Motive erinnern teilweise an Parzival. Das Märchen ist aus der Basse-Bretagne.[2]
- Die Corac’h von der Insel Lok – Das Märchen steht in einem ähnlichen Motivkreis wie das schwedische Märchen Zuerst geboren, zuerst vermählt. Das Märchen stammt aus der Basse-Bretagne.
- Comorre – die Erzählung erinnert teilweise an Blaubart. Comorre ist eine Sage aus der Basse-Bretagne.
- Keris, die Sage von der im Meer versunkenen Stadt, erinnert auch an die Sage von Vineta. Keris heißt auch Is oder Ys. Das Märchen stammt aus der Basse-Bretagne.[3]